# Wardomy
Wardomy (niem. Wordommen) – wieś w Polsce położona w województwie warmińsko-mazurskim, w powiecie bartoszyckim, w gminie Bartoszyce. W latach 1975–1998 miejscowość administracyjnie należała do województwa olsztyńskiego.
Przez miejscowość przepływa rzeka Pisa Północna, dopływ Łyny. We wsi znajduje się dom weselny. W odległości ok. 2 km znajduje się Jezioro Kinkajmskie, (największym jezioro powiatu bartoszyckiego). Jest ono płytkie, częściowo otoczone lasem i posiada dwie plaże. Maksymalna głębokość wynosi 1,7 m, powierzchnia wynosi 95,5 ha. Jezioro zasila Pisa Północna. Z Wardom prowadzi historyczny szlak spacerowo-rowerowy do Bartoszyc, na trasie znajduje się pałac w Glitajnach, Lusinach oraz Sędławkach.

## Historia
W 1939 r. we wsi było 148 mieszkańców. W 1945 r. nowo przybyli osiedleńcy uruchomili wiatrak, który dostarczał makę mieszkańcom Bartoszyc. W 1978 r. we wsi było 6 indywidualnych gospodarstw rolnych, uprawiającyh łącznie 94 ha ziemi. W 1982 r. we wsi było 9 domów i 78 mieszkańców.